# Haucourt-en-Cambrésis
Haucourt-en-Cambrésis és un municipi francès, situat a la regió dels Alts de França, al departament del Nord. L'any 2006 tenia 199 habitants. Limita al nord amb Cattenières, al nord-est amb Fontaine-au-Pire, a l'est amb Ligny-en-Cambrésis, al sud amb Walincourt-Selvigny, a l'oest amb Esnes i al nord-oest amb Wambaix.

## Demografia
| 1962                                       | 1968 | 1975 | 1982 | 1990 | 1999 | 2006 |
| ------------------------------------------ | ---- | ---- | ---- | ---- | ---- | ---- |
| 195                                        | 202  | 193  | 178  | 183  | 200  | 199  |
| Des de 1962: població sense dobles comptes |      |      |      |      |      |      |

## Administració
| Període | Identitat             | Partit |
| ------- | --------------------- | ------ |
| 2001-   | Jean-Michel Cantillon |        |